# 小川郷村
小川郷村（おがわごうむら）は三重県度会郡にあった村。現在の度会町の北東部、一之瀬川の下流域にあたる。

## 地理
- 山岳：神岳、獅子ヶ岳、牛草山
- 河川：宮川、一之瀬川、五里山川、西山川、彦山川

## 歴史
- 1889年（明治22年）4月1日 - 町村制の施行により、駒ヶ野村・小川村・火打石村・日向村・栗原村・五ヶ町村・中ノ郷村・川口村の区域をもって発足。
- 1955年（昭和30年）4月1日 - 内城田村・一之瀬村・中川村と合併して度会村が発足。同日小川郷村廃止。

## 地域

### 教育
- 小川郷村立小川郷小学校